# Ренкен, Жюль
Жюль Лоран Жан Луи Ренкен (фр. Jules-Laurent-Jean-Louis Renkin, 3 декабря 1862, Иксель — 15 июля 1934) — бельгийский политический деятель.
Родился в Икселе, изучал право, был одним из соучредителей журнала L’Avenir Sociale. В 1896 году был избран в Палату представителей бельгийского парламента от Брюсселя, в которой находился до самой своей смерти.
Занимал ряд министерских должностей: юстиции (1907—1908), колоний (1908—1918), внутренних дел (1918—1920), а также железных дорог и почты (1918—1921).
В 1931 году он возглавил правительство страны, оставив за собой посты министра внутренних дел, финансов и здравоохранения.